# 沃伦县 (印第安纳州)
沃伦县（英語：Warren County）是美国印第安纳州西北部的县，位于伊利诺伊州边界和沃巴什河之间。根据2020年美國人口普查的结果，该县共有居民8,440人。沃伦县的县治及最大城市均为威廉波特。
在19世纪欧洲人到来之前，此地居住着若干个原住民部落。沃伦县设立于1827年，为该州第55个成立的县。
沃伦县是印地安纳州城市化率最低的县，同时也是人口第三少以及人口密度最低的县，其人口密度仅为23名居民每平方英里（8.9名居民每平方）。全县有4个建制镇，总人口约3100人，此外还有许多小型非建制社区。全县分共为12个镇区，负责为当地提供各种服务。